# فرانچسکو موناکو (بازیکن فوتبال)
فرانچسکو موناکو (انگلیسی: Francesco Monaco؛ زادهٔ ۶ مهٔ ۱۹۶۰) بازیکن فوتبال اهل ایتالیا است.
از باشگاه‌هایی که در آن بازی کرده‌است می‌توان به باشگاه فوتبال سمپدوریا، باشگاه فوتبال ویرتوس لانچانو، و باشگاه فوتبال نووارا اشاره کرد.